# Observatorio de la Vida Militar
El Observatorio de la Vida Militar (OVM) es el órgano colegiado de las Cortes Generales, de carácter asesor y consultivo, responsable de llevar a cabo el análisis permanente de la condición de militar y de la forma con que el Estado vela por los intereses de los miembros de las Fuerzas Armadas. 

## Historia
El Observatorio tiene su origen en un mandato legislativo establecido a través de la Ley Orgánica 5/2005, de 17 de noviembre, de la Defensa Nacional, que en su disposición final tercera ordenaba al Gobierno «remitir al Congreso de los Diputados un proyecto de ley reguladora de los derechos fundamentales de los militares profesionales, que incluirá la creación del Observatorio de la vida militar». Fue en la siguiente legislatura, la ix, cuando se cumplió con este mandato al aprobarse la Ley Orgánica 9/2011, de 27 de julio, de derechos y deberes de los miembros de las Fuerzas Armadas, que creó y reguló el órgano en su Título V.
El Senado y el Congreso de los Diputados nombraron el 6 y 26 de noviembre de 2013, respectivamente, a sus primeros miembros y se constituyó oficialmente el 14 de enero de 2014. Posteriormente, el ministro de Defensa, Pedro Morenés, estableció el Órgano de Trabajo Permanente del OVM, a cargo de un oficial general, que ocupa la Secretaría de la OVM.
El Observatorio estuvo sin reunirse entre finales de 2018 y finales de 2021, puesto que las Cámaras legislativas no nombraron nuevos miembros hasta junio de 2021.

## Composición
El OVM se compone de nueve miembros, cinco elegidos por el Congreso y cuatro por el Senado, entre personalidades de reconocido prestigio en el ámbito de la defensa o en el de recursos humanos o en el de derechos fundamentales y libertades públicas. Tienen un mandato de cinco años y no sus miembros no perciben retribución. El presidente es elegido por y entre los miembros.
| Composición del Observatorio | Composición del Observatorio | Composición del Observatorio | Composición del Observatorio | Composición del Observatorio |
|                              | Periodo 2013-2018 | Periodo 2013-2018 | Periodo 2021-2026 | Periodo 2021-2026 |
| ---------------------------- | --- | --- | --- | --- |
| Presidencia                  | Víctor Torre de Silva y López de Letona | Víctor Torre de Silva y López de Letona | Ricardo García García (2021-2023) Mariano Casado Sierra (2023-) | Ricardo García García (2021-2023) Mariano Casado Sierra (2023-) |
| Miembros                     | María Angustias Caracuel Raya Miguel Requena y Díaz de Revenga Lorenzo Martín-Retortillo Baquer Juan Carlos Muñoz-Delgado y Díaz del Río Mariano Casado Sierra Paloma Biglino Campos Ramón Companys Sanfeliu Virgilio Sañudo Alonso de Celis | María Angustias Caracuel Raya Miguel Requena y Díaz de Revenga Lorenzo Martín-Retortillo Baquer Juan Carlos Muñoz-Delgado y Díaz del Río Mariano Casado Sierra Paloma Biglino Campos Ramón Companys Sanfeliu Virgilio Sañudo Alonso de Celis | Modesto García García Pedro Tomás Nevado-Batalla Moreno Beatriz Rodríguez-Salmones Cabeza María Victoria San José Villacé Mariano Casado Sierra Jesús Carlos Fernández Asensio Eugenia Hernández Sánchez Margarita Robles Carrillo | Modesto García García Pedro Tomás Nevado-Batalla Moreno Beatriz Rodríguez-Salmones Cabeza María Victoria San José Villacé Mariano Casado Sierra Jesús Carlos Fernández Asensio Eugenia Hernández Sánchez Margarita Robles Carrillo |
| Secretaría                   | General de división, Carlos Sánchez Bariego (2014-2018) General auditor, José Manuel de Heras Durán (2019-) | General de división, Carlos Sánchez Bariego (2014-2018) General auditor, José Manuel de Heras Durán (2019-) | General de división, Carlos Sánchez Bariego (2014-2018) General auditor, José Manuel de Heras Durán (2019-) | General de división, Carlos Sánchez Bariego (2014-2018) General auditor, José Manuel de Heras Durán (2019-) |

## Sede y presupuesto
Tal y como establece el artículo 53.2 de la Ley Orgánica de derechos y deberes de los miembros de las Fuerzas Armadas de 2011, el Ministerio de Defensa proporciona al OVM tanto una sede (situada en el Paseo de la Castellana), como apoyo administrativo. Por ello, el presupuesto directo del Observatorio es mínimo, al ser asumidos los gastos tanto por el Ministerio de Defensa como por las Cortes.